# Keisuke Kinoshita

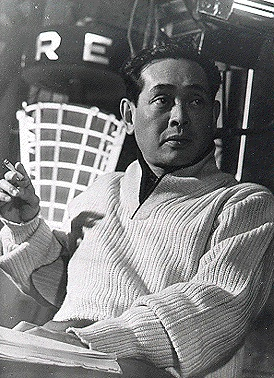
Keisuke Kinoshita

Keisuke Kinoshita (japanisch 木下 恵介; Kinoshita Keisuke; * 5. Dezember 1912 in Hamamatsu, Shizuoka, Japan; † 30. Dezember 1998 in Tokio, Japan) war ein japanischer Filmregisseur, Drehbuchautor und Filmproduzent.

## Biografie
Sein Vater führte ein Lebensmittelgeschäft. Schon früh begeisterte er sich für Filme und besuchte eine Schule für Photographie. Ab 1933 arbeitete als Kameramann beim Studio Shochiku, unter anderem für Yasujiro Shimazu. Einige Jahre später war er als Regieassistent tätig und veröffentlichte 1943 mit Hana saku minato sein eigenständiges Regiedebüt, mit einer Komödie, die humoristisch den Unterschied zwischen Land- und Stadtmenschen zeigte. Nach dem Propagandafilm Rikugun zog er sich bis zum Ende des Zweiten Weltkriegs aus dem Filmgeschäft zurück.
Der Durchbruch gelang ihm in den 50er-Jahren mit Komödien und Dramen, die meistens von der Musik seines Bruders Chūji Kinoshita begleitet wurden. Vor allem Carmen kehrt heim, der erste japanische Spielfilm in Farbe, und der Antikriegsfilm Vierundzwanzig Augen waren in Japan überaus erfolgreich. Sein Film Eine unsterbliche Liebe war 1962 für einen Oscar in der Kategorie „Bester fremdsprachiger Film“ nominiert. 1964 stieg er beim Studio Shochiku aus und widmete sich Fernsehserien und -filmen. Ab Sri Lanka no ai to wakare, das 1976 entstand, führte er wieder hauptsächlich Regie für Kinofilme.
1991 wurde er zum Bunka Kōrōsha, zur Person mit besonderen kulturellen Verdiensten, ernannt.
1998 starb er im Alter von 86 Jahren an einem Schlaganfall.

## Filmografie
- 1943 – Hana saku minato (花咲く港)
- 1943 – Ikite iru Magoroku (生きてゐる孫六)
- 1944 – Kanko no machi (歓呼の町)
- 1944 – Rikugun (陸軍)
- 1946 – Waga koi seshi otome (わが恋せし乙女)
- 1946 – Osone-ke no ashita (大曾根家の朝)
- 1947 – Kekkon (結婚)
- 1947 – Fushichō (不死鳥)
- 1948 – Onna (女)
- 1948 – Hakai (破戒)
- 1948 – Shōzō (肖像)
- 1949 – Ojōsan kanpai (お嬢さん乾杯)
- 1949 – Yabure-daiko (破れ太鼓)
- 1949 – Shinshaku Yotsuya kaidan (新釈四谷怪談)
- 1950 – Konyaku yubiwa (婚約指輪)
- 1951 – Zemma (善魔)
- 1951 – Carmen kehrt heim (カルメン故郷に帰る, karumen kokyo ni kaeru)
- 1951 – Shōnenki (少年期)
- 1951 – Umi no hanabi (海の花火)
- 1952 – Carmens reine Liebe Karumen junjo su (カルメン純情す)
- 1953 – Eine japanische Tragödie Nihon no higeki (日本の悲劇)
- 1954 – Onna no sono (女の園)
- 1954 – Vierundzwanzig Augen (二十四の瞳, nijushi no hitomi)
- 1955 – Toi kumi (遠い雲)
- 1955 – Nogiku no gotoki kimi nariki (野菊の如き君なりき)
- 1956 – Taiyō to bara (太陽とバラ)
- 1957 – Fuzen no tomoshibi (風前の灯)
- 1957 – Yorokobi mo kanashimi mo ikutoshitsuki (喜びも悲しみも幾歳月)
- 1958 – Die Ballade von Narayama (楢山節考, narayama bushiko)
- 1958 – Kono ten no niji (この天の虹)
- 1959 – Sekishun-cho (惜春鳥)
- 1959 – Kazabana (風花)
- 1959 – Kyo mo mata kakute ari nan (今日もまたかくてありなん)
- 1960 – Haru no yume (春の夢)
- 1960 – Der Fluss Fuefuki Fuefukigawa (笛吹川)
- 1961 – Eine unsterbliche Liebe (永遠の人, Eien no hito)
- 1962 – Futari de aruita iku haru aki (二人で歩いた幾春秋)
- 1962 – Kotoshi no koi (今年の恋)
- 1963 – Utae wakado-tachi (歌え若人たち)
- 1963 – Shito no densetsu (死闘の伝説)
- 1964 – Kōge (香華)
- 1967 – Natsukashiki fue ya taiko (なつかしき笛や太鼓)
- 1976 – Sri Lanka no ai to wakare (スリランカの愛と別れ)
- 1979 – Shodo satsujin: Musuko yo (衝動殺人・息子よ)
- 1980 – Chichi yo haha yo! (父よ母よ!)
- 1983 – Die Kinder von Nagasaki (この子を残して, kono ko o nokoshite)
- 1986 – Shin yorokobimo kanashimimo ikutoshitsuki (新・喜びも悲しみも幾年月)
- 1988 – Chichi (父)